# Clube Desportivo de Estarreja
El CD Estarreja es un equipo de fútbol de Portugal que juega en la Primera División de Aveiro, una de las ligas que conforman la cuarta división de fútbol en el país.

## Historia
Fue fundado el 27 de noviembre del año 1944 en la ciudad de Estarreja en el distrito de Aveiro y sus principales logros los han conseguido en las ligas regionales de Aveiro, en donde en la temporada 2011/12 consiguieron el Triplete (liga, copa y supercopa).
Su logro más importante el haber ganado la Tercera División de Portugal en la temporada 2002/03. Nunca han estado en la Primeira Liga.

## Palmarés
- Tercera División de Portugal: 1

2002/03
- Primera División de Aveiro: 2

1979/80, 2011/12
- Segunda División de Aveiro: 2

1955/56, 1960/61
- Copa de Aveiro: 3

2009/10, 2010/11, 2011/12
- Supercopa de Aveiro: 1

2011/12